# Municipio de Bedford (Iowa)
El municipio de Bedford (en inglés: Bedford Township) es un municipio ubicado en el condado de Taylor en el estado estadounidense de Iowa. En el año 2010 tenía una población de 1517 habitantes y una densidad poblacional de 75,65 personas por km².

## Geografía
El municipio de Bedford se encuentra ubicado en las coordenadas 40°40′6″N 94°42′56″O / 40.66833, -94.71556. Según la Oficina del Censo de los Estados Unidos, el municipio tiene una superficie total de 20.05 km², de la cual 19,71 km² corresponden a tierra firme y (1,69 %) 0,34 km² es agua.

## Demografía
Según el censo de 2010, había 1517 personas residiendo en el municipio de Bedford. La densidad de población era de 75,65 hab./km². De los 1517 habitantes, el municipio de Bedford estaba compuesto por el 97,5 % blancos, el 0,46 % eran afroamericanos, el 0,07 % eran amerindios, el 0,26 % eran asiáticos, el 0,73 % eran de otras razas y el 0,99 % eran de una mezcla de razas. Del total de la población el 1,25 % eran hispanos o latinos de cualquier raza.